# جورج هوارد إيرل الثالث
جورج هوارد إيرل الثالث هو ضابط ودبلوماسي وسياسي أمريكي، ولد في 5 ديسمبر 1890 في Devon, Pennsylvania ‏ في الولايات المتحدة، وتوفي في 30 ديسمبر 1974 في برين مار ‏ في الولايات المتحدة. نشط حزبياً في الحزب الديمقراطي. وقد انتخب سفير وانتخب حاكم ولاية بنسلفانيا ‏ (15 يناير 1935 – 17 يناير 1939) وانتخب سفير الولايات المتحدة لدى بلغاريا ‏.